# جيف روبنسون (لاعب كرة قدم أمريكية)
جيف روبنسون (بالإنجليزية: Jeff Robinson)‏ هو لاعب كرة قدم أمريكية أمريكي، ولد في 20 فبراير 1970 في كينويك في الولايات المتحدة.

## وصلات خارجية
- جيف روبنسون على موقع مرجع كرة القدم المحترفة.كوم (الإنجليزية)